# Paola-Ludovika Coriando
Paola-Ludovika Coriando (* 8. Juli 1969 in Genua) ist eine Philosophin und Universitätsprofessorin.

## Biographie
Nach dem Abitur an einem Humanistischen Gymnasium studierte sie Philosophie, Mittelalterliche Geschichte und Politikwissenschaft in Genua und Philosophie, Neuere Deutsche Literatur und Deutsche Philologie an der Albert-Ludwigs-Universität Freiburg. 1997 wurde sie bei Friedrich-Wilhelm von Herrmann über die „ab-gründige Zeit-Räumlichkeit des Übergangs in Heideggers Beiträgen zur Philosophie“ promoviert. Danach war sie Privatassistentin bei Friedrich-Wilhelm von Herrmann und habilitierte sich 2001 mit der Arbeit Affektenlehre und Phänomenologie der Stimmungen. Wege einer Deutung des Emotionalen an der Albert-Ludwigs-Universität Freiburg. Im Sommer 2004 hatte sie eine Gastprofessur für Geschichte der Philosophie an der Katholischen Universität Eichstätt-Ingolstadt inne. 2005 wurde sie Gastdozentin an der Sommerschule der Universität Minsk. 2006 erhielt sie einen Research Fellowship beim Istituto di Studi Avanzati (ISA) der Universität Bologna. 2007/2008 lehrte sie Philosophie an der Universität Lüneburg. 2009 nahm sie einen Ruf auf einen Lehrstuhl für Philosophie der Universität Innsbruck mit Schwerpunkt Metaphysik und Metaphysik-Kritik an.
Sie ist Mitherausgeberin der Martin-Heidegger-Gesamtausgabe sowie der internationalen Zeitschrift Heidegger Studies.

## Wissenschaftliche Arbeit
Schwerpunkte ihrer Forschung sind Ontologie, Metaphysik (bes. Aristoteles, Thomas von Aquin, Descartes, Leibniz) und Metaphysikkritik (Kant, Nietzsche), Phänomenologie (Husserl, Scheler, Heidegger), Anthropologie, vergleichende Religionsphilosophie, Philosophie und Dichtung sowie philosophisch-anthropologische Grundlagen der Film- und Schauspieltheorie (bes. Stanislawski, Balázs). 

## Schriften
Monographien:
- Der letzte Gott als Anfang. München 1998, ISBN 3-7705-3279-1.
- Affektenlehre und Phänomenologie der Stimmungen. Wege einer Ontologie und Ethik des Emotionalen. Frankfurt am Main 2002, ISBN 3-465-03197-0.
- Individuation und Einzelnsein. Nietzsche – Leibniz – Aristoteles. Frankfurt am Main 2003, ISBN 3-465-03246-2.
- Metaphysik und Ontologie in der abendländischen und buddhistischen Philosophie. Berlin 2011, ISBN 978-3428137589.

Aufsätze:
- Perfectihabia. Leibniz und die Universalisierung des Subjektes. In: Philosophisches Jahrbuch. 2003/II.
- Ich und Seele. Zu Kants Paralogismen der reinen Vernunft. In: N. Fischer (Hrsg.): Kants Metaphysik und Religionsphilosophie. Hamburg 2004.
- La poesia del volto: ritratto di Helmut Berger attore viscontiano. In: Cineforum. Nr. 452, März 2006.

Herausgeberin: 
- „Herkunft aber bleibt stets Zukunft“. Martin Heidegger und die Gottesfrage. Frankfurt am Main 1998.
- Vom Rätsel des Begriffs. Festschrift für F.-W. v. Herrmann zum 65. Geburtstag. Berlin 1999.
- Martin Heidegger, Was heißt Denken? Gesamtausgabe Bd. 8. Frankfurt am Main 2004.
- Martin Heidegger, Über den Anfang. Gesamtausgabe Bd. 70. Frankfurt am Main 2005.
- Martin Heidegger, Gedachtes. Gesamtausgabe Bd. 81. Frankfurt am Main 2007.
- Helmut Berger. Ein Leben in Bildern. Schwarzkopf & Schwarzkopf, Berlin 2009, ISBN 978-3-89602-872-3.